# One of the Finest (film 1914)
One of the Finest è un cortometraggio muto del 1914 diretto da Al Christie. Prodotto dalla Nestor Film Company e distribuito dall'Universal Film Manufacturing Company, aveva come interpreti Russell Bassett, Beatrice Van, John Steppling, Eddie Lyons e Lee Moran.

## Trama
L'agente Crane è orgoglioso della sua forza. Sua figlia Bess è innamorata di Terry McCabe, un giovane che, però, essendo disoccupato, incontra la disapprovazione del poliziotto che proibisce ai due innamorati di frequentarsi. Una sera, il signor Epstein, che vive vicino a Crane, sorprende in casa uno sconosciuto. L'intruso riesce a scappare anche se è stato visto molto chiaramente da Epstein. Crane gli si mette alle costole; durante l'inseguimento, si imbatte in McCabe e il poliziotto lo arresta, dato che l'uomo corrisponde alla descrizione che Epstein gli ha fatto dello scassinatore. Ma McCabe, che non vuole passare per un capro espiatorio, fugge via. A casa, Crane racconta quanto è successo quella notte alla figlia. Bess, allora, esce alla ricerca di McCabe che convince a costituirsi, portandolo lei stessa alla stazione di polizia. La mattina seguente, Epstein viene chiamato per un confronto ma quando vede McCabe nega che quello possa essere il ladro. Il giovane, allora, si offre di trovare lui lo scassinatore: tutti gli ridono dietro ma poi gli viene offerta l'opportunità di farlo. Con sorpresa generale, McCabe ritorna al posto di polizia con Boston Billy, un noto ricercato che ha sulla testa una taglia di cinquecento dollari e che, effettivamente, viene identificato da Epstein come l'intruso. McCabe riceve la ricompensa per la cattura del ladro e gli viene anche offerto un posto come agente di polizia. A questo punto, adesso Terry non solo ha dei soldi ma ha anche un nuovo lavoro e Crane, perdonando il giovane che era sfuggito all'arresto, benedice la sua unione con Bess.

## Produzione
Il film fu prodotto dalla Nestor Film Company.

## Distribuzione
Distribuito dall'Universal Film Manufacturing Company, il film - un cortometraggio di una bobina - uscì nelle sale cinematografiche statunitensi il 27 febbraio 1914.